# ماشین مرگ
ماشین مرگ (انگلیسی: Death Machine) فیلمی در ژانر علمی–تخیلی، ترسناک و اکشن به کارگردانی استیون نورینگتون است که در سال ۱۹۹۴ منتشر شد.

## خلاصه فیلم
پروژه «هاردمن» غیرقابل اعتماد بوده و تاکنون بسیاری از افراد بی‌گناه را کشته‌است. نابغه پشت پروژه «جک» است که در دنیای مدل‌ها و مجله‌ها زندگی می‌کند. وقتی او توسط «کیل» به دلیل کشتن چندین افسر اخراج می‌شود، آخرین ماشین کشتار خود را آزاد می‌کند و…